# Boys Life 4: Four Play
Boys Life 4: Four Play è un'antologia di cortometraggi a tematica gay del 2003 diretta da Phillip J. Bartell, Alan Brown, Brian Sloan e Eric Mueller.

## Trama
- O Beautiful (diretto da Alan Brown)

Vengono raccontate le conseguenze di un pestaggio omofobico. Mostrato a schermo diviso.
- LTR (diretto da Phillip J. Bartell)

Documentario su una coppia gay in una "relazione a lungo termine".
- Bumping Heads (diretto da Brian Sloan)

Due uomini che hanno opinioni diverse sulla loro relazione (uno è innamorato, mentre l'altro vuole solo un rapporto d'amicizia).
- This Car Up (diretto da Eric Mueller)

Un corriere e un uomo d'affari si incrociano per strada. Vengono utilizzate immagini simili a slot machine per evocare ciò che stanno pensando i due personaggi.

## Distribuzione
- Stati Uniti d'America: 2003